# El Atazar
El Atazar – niewielka osada w środkowej Hiszpanii we wspólnocie autonomicznej Madryt, 65 km na północny wschód od Madrytu. 

## Atrakcje turystyczne

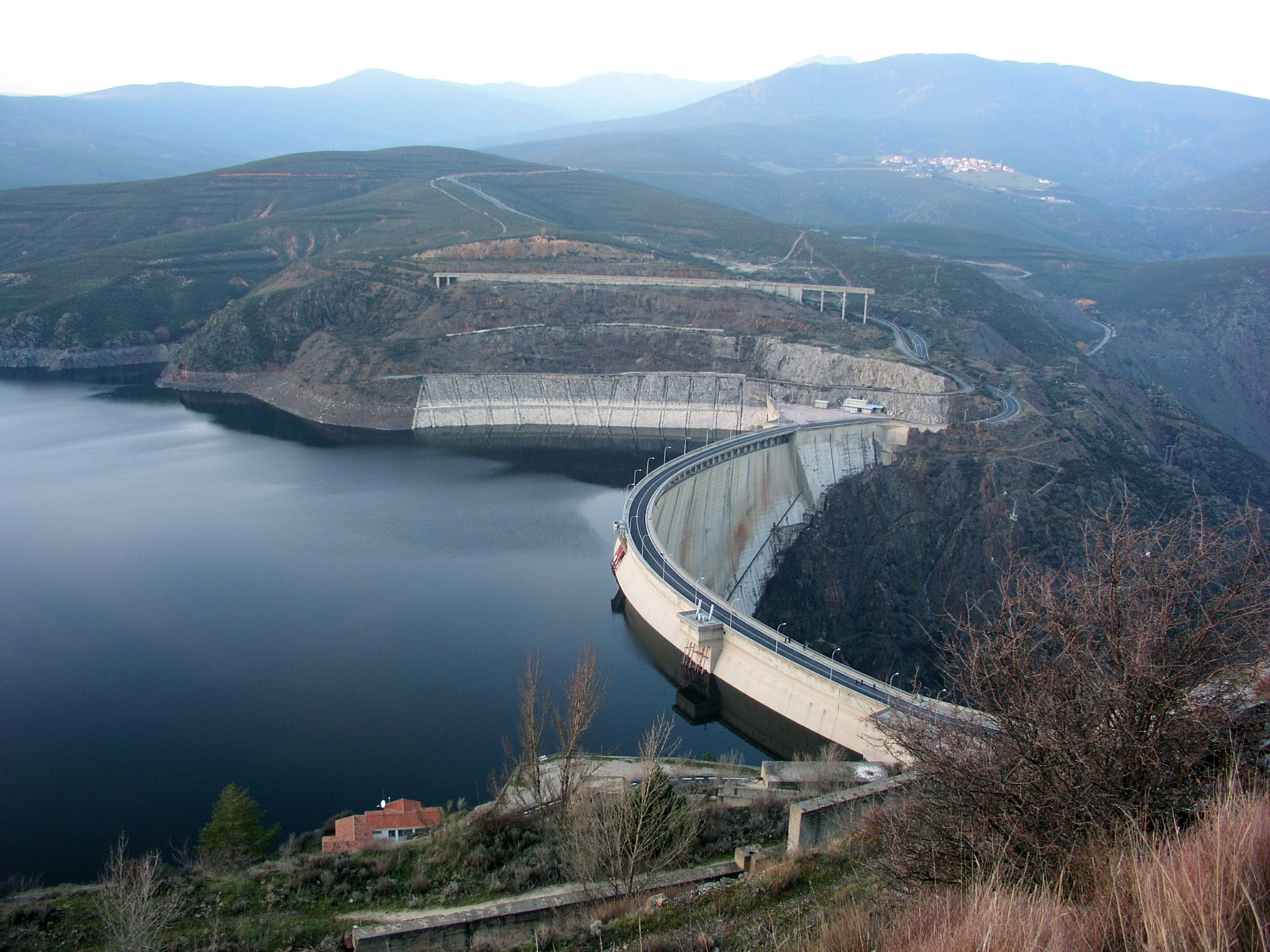
Zapora wodna w El Atazar

- Zapora wodna El Atazar
- Kościół św. Cataliny
- Parque de las Eras